# Nassau-öbölbeli csata
A Nassau-öbölbeli csata a második világháborúban, a csendes-óceáni hadszíntéren zajlott 1943. június 30. és július 2. között, amikor a szövetséges csapatok partra szálltak Új-Guineán. Az akció a Cartwheel hadművelet egyik fázisát jelentő Postern hadművelet részeként zajlott. A Cartwheel hadművelet elsődleges célja az Új-Guineán található nagy japán bázis, Rabaul semlegesítése volt.

## A partraszállás célja
A Nassau-öbölbeli partraszállást a Chronicle hadművelettel egy időben, de a Postern hadművelet támogatása érdekében hajtották végre a szövetségesek. Az akció célja a Laénál tervezett invázió támogatása volt. A Nassau-öböl a fő japán védelmi vonalon kívül esett, de elég közel volt a tervezett partraszállás helyszínéhez, és kisebb erőfeszítéssel el lehetett foglalni.

## Az invázió

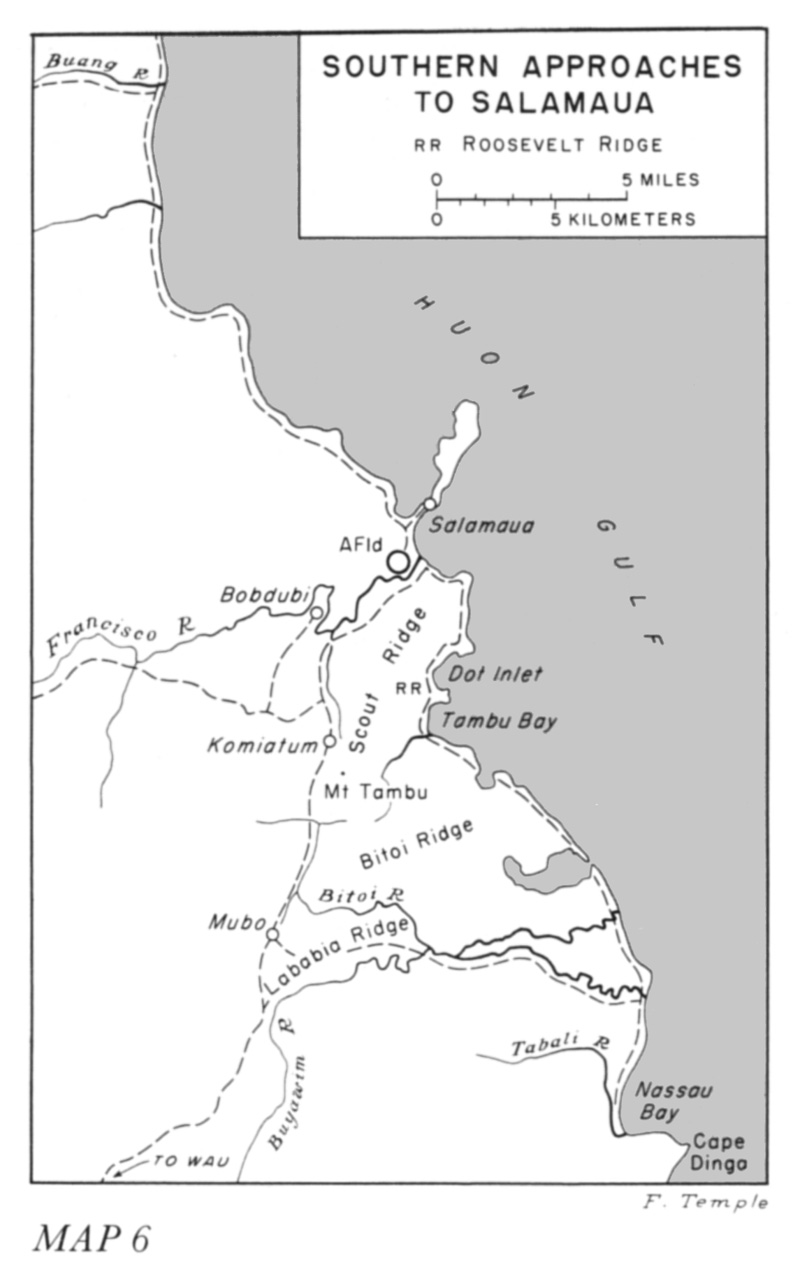
A terület térképe

A tervek szerint az Új-Guineán harcoló ausztráloknak kellett fényekkel megjelölniük a kiválasztott partszakaszt az érkező amerikaiak számára. Más ausztrál egységeknek az öböltől északra elterülő Bitoi-folyó torkolatát kellett ellenőrzésük alá vonni.
Úgy számolták, hogy a japánok 300-400 embere van az öbölnél, 75 a torkolatnál. Valójában csak 150 katona volt a területen, száz gyalogos és ötven haditengerész.
Június 28-áról 29-ére virradó éjszaka felderítők elfoglaltak számok kicsi szigetet Morobe és a Nassau-öböl között, és jelzőfényeket üzemeltek be. Az inváziós erők három hullámban érkeztek. Heves esőzésben, nagy hullámokon közelítették meg a partot. Több kétéltű jármű a parttól messze megfeneklett. Az öblöt őrző néhány japán katona a dzsungelbe menekült, mert egy partra tett bulldózert tanknak nézett. Az első és a második hullámban 770 amerikai szállt partra. A harmadik hullám a rossz idő miatt visszafordult, és július 23-áig nem is tudott partra szállni.
A partraszállás után a tengerészgyalogosok nagyjából 600 méter széles hídfőállást építettek ki hajnalig. Északra haladva japán ellenállásba ütköztek, amelyet csak délután sikerült felszámolni. Késő délután összecsapások voltak a dél felé előretörő amerikaiak és a területet védő japánok között is. A japán ellentámadás visszaszorította az amerikaiakat a hídfő felé, és ezért kénytelenek voltak új védelmi vonalat kialakítani. Éjszaka japán támadások érték a tengerészgyalogosokat. A harcokban az amerikaiak közül 18 meghalt, 27 megsebesült, a japánok vesztesége ötven halott volt. Július 2-án a területet biztonságosnak minősítették, és az amerikai csapatok felvették a kapcsolatot az ausztrál egységekkel. Az egyesült erők a következő két hónapban szívósan haladtak a nehéz terepen. A japánok szeptember közepén evakuálták katonáikat.